# Lennart Wanhainen
Lennart Wanhainen, egentligen Yrjö Leonard Vanhainen, född 23 mars 1914 i Erkheikki i Pajala församling i Norrbottens län, död 21 februari 1990 i Pajala församling, var en svensk skogsarbetare och politiker.
Wanhainen var ledamot av riksdagens första kammare 1964–1970, invald i Västerbottens läns och Norrbottens läns valkrets.
Han var son till skogsarbetaren Isak Wanhainen och Maria Wanhainen. Han gifte sig 1940 med Toini Kumpuniemi (1915–1977), dotter till småbrukaren Jakob Kumpuniemi och Hilda Toivinen. De hade sonen Alpo (född 1953).